# Ludowy Komisariat Finansów ZSRR
Ludowy Komisariat Finansów ZSRR ros. Народный комиссариат финансов СССР) – jeden z państwowych urzędów centralnych w Związku Radzieckim, odpowiednik ministerstwa, zarządzający finansami ZSRR w latach 1923 - 1946. 
Zgodnie z ustawą z 15 marca 1946 został przekształcony w Ministerstwo Finansów ZSRR